# Aleksandar Kovačević
Aleksandar Kovačević est un joueur d'échecs yougoslave puis serbe né le 11 février 1974.
Au 1er octobre 2019, il est le 21e joueur serbe avec un classement Elo de 2 472 points.

## Biographie et carrière
Grand maître international depuis 2000, Kovačević remporta le championnat de Yougoslavie d'échecs en 2001.
Il a représenté la Yougoslavie lors de trois olympiades de 2000 à 2004, puis la Serbie lors de deux olympiades (en 2008 et 2010), marquant 21,5 points en 37 parties. L'équipe de Yougoslavie finit dixième de la compétition  en 2002.
Outre le championnat de Yougoslavie, il a remporté les tournois de :
- Bucarest 1997 ;
- Salonique 2003 ;
- Nova Gorica 2004 (tournoi du casino Hit, ex æquo avec Zdenko Kozul)[3] ;
- Ljubljana 2005 ;
- Novi Sad 2006, 2007 et 2009 ;
- Rijeka 2007 ;
- Pula 2011 ;
- Sarajevo 2013 (tournoi Bosna).